# Tallium
Tallium är ett grått metalliskt grundämne. Ämnet bildar giftiga salter, vilka bland annat används i insekts- och råttgift. Tallium är även ett cancerframkallande ämne.
Tallium upptäcktes 1861 av William Crookes. Ordet ”tallium” kommer av grekiska thallos 'grönt skott' (efter den gröna linjen i dess spektrum).

## Egenskaper
I ren form är tallium en vitglänsande, i luft snabbt oxiderande, mjuk metall som ej reagerar med vatten, men lätt löses av till exempel etanol eller salpetersyra. Ämnet ger en grön färg om det förekommer i en låga och har därför felaktigt angetts som ingrediens i fyrverkerirecept. Ämnet är helt doft- och smaklöst, vilket gjort att det har använts av säkerhetstjänster under kalla kriget.
Tallium är ett spårämne i djur och växter. Trots detta är både metallen och dess föreningar starkt giftiga. Redan några milligram kan leda till allvarliga förgiftningar med symptom som håravfall, syn-, nerv- och tillväxtrubbningar, psykiska störningar med mera.

## Förekomst och användning
Tallium förekommer endast sparsamt i jordskorpan och uppträder ofta tillsammans med zink, koppar, bly och järn. Tekniskt utvinns det bland annat ur rökgångs- och kammaravlagringar från svavelsyratillverkning.
Tallium har endast begränsad praktisk betydelse. Det används bland annat för tillverkning av optiskt specialglas samt korrosions- och deformationsbeständiga blylegeringar. Dess föreningar används huvudsakligen som bekämpningsmedel mot gnagare, svamp etcetera.
Tallium sänker kvicksilvers fryspunkt och har därför använts som tillsats i termometrar för låg temperatur.